# Delphinium sinopentagynum
Delphinium sinopentagynum är en ranunkelväxtart som beskrevs av Wen Tsai Wang. Delphinium sinopentagynum ingår i släktet storriddarsporrar, och familjen ranunkelväxter. Inga underarter finns listade i Catalogue of Life.